# Lúka
 Lúka  je obec v západním Slovensku v okrese Nové Mesto nad Váhom. Žije v ní 701 obyvatel. 

## Historie
První písemná zmínka o vesnici pochází z roku 1246.

## Poloha
Obec leží na levém břehu řeky Váh na úpatí Považského Inovce, třináct kilometrů jihovýchodně od Nového Mesta nad Váhom. Do katastrálního území obce zasahuje část evropsky významné lokality Tematínské vrchy, část národní přírodní rezervace Javorníček  národní přírodní rezervace Tematínska lesostep a část přírodní rezervace Kňaží vrch. Je zde zdroj přírodní minerální vody (vrt CC–1) zvaný Matúšov prameň.

## Pamětihodnosti
Ve vesnici stojí malý zámek vystavěný roku 1676 a katolický kostel Panny Marie Bolestné z roku 2006.